# La disubbidienza
La disubbidienza è un film del 1981 diretto da Aldo Lado, tratto dal romanzo omonimo di Alberto Moravia.

## Trama
Sul finire della seconda guerra mondiale, a Venezia il giovane Luca vive il suo difficile rapporto con il padre e con tutta la sua famiglia, borghese e fascista. Sposa la causa partigiana, dalla quale rimane affascinato, e partecipa attivamente alla lotta per la liberazione, con una forte speranza che il mondo possa cambiare.
Le sue attese vengono però infrante, e pertanto vive una profonda delusione che lo porta alla ricerca della sua autodistruzione. Colpito da polmonite, infatti, egli rifiuta le cure, finché nella sua vita non appaiono due figure femminili, un'istitutrice e un'infermiera. 
Soprattutto quest'ultima, forse anche di lui innamorata, lo cura con amore in tutti i sensi aprendogli anche le porte del sesso e riuscendo a salvarlo.